# Staphylea pringlei
Staphylea pringlei là một loài thực vật có hoa trong họ Staphyleaceae. Loài này được S. Watson miêu tả khoa học đầu tiên năm 1890.